# Бабасово
Баба́сово — деревня в Павловском районе Нижегородской области. Входит в состав городского поселения рабочий посёлок Тумботино.

## Географическое положение
Расположена в лесной местности на северо-востоке Мещерской низменности на первой надпойменной террасе реки Оки. Через Бабасово проходит асфальтовая дорога Тумботино — Степаньково в 2 км от Щепачихи.

## История
Названа по мужскому монгольскому имени Бабас.
В начале XVII века Бабасово было вотчиной дома бояр Романовых. В второй половине XVIII века Бабасово принадлежало Ивану Илларионовичу Воронцову. Первые сведения о церкви Рождества Христова в Бабасово имеются в писцовых книгах государевых дворцовых сел Муромского уезда 1684 года. В 1774 году вместо ветхой Рождественской церкви была построена новая деревянная в честь того же праздника. В 1782-84 годах при Рождественской церкви была построена другая теплая деревянная церковь во имя святого пророка Илии. В 1829 году вместо деревянных церквей началось строительство каменного храма, постройка его была окончена в 1852 году, а освящен настоящий храм в 1859 году. Трапеза в 1861-62 годах перестроена. В 1870 году при храме была построена каменная колокольня. Престолов в храме было три: в холодном во имя Рождества Христова, в трапезе теплой во имя святого пророка Илии и Успения Божьей Матери. Приход состоял из села и деревень: Щепачихи, Степанькова, Щелокова, Зименок, Липовки. В Бабасове с 1886 года существует церковно-приходская школа, учащихся в 1897-98 году было 43.
В конце XIX — начале XX века село являлось центром Степаньковской волости Гороховецкого уезда Владимирской губернии. В 1859 году в селе числилось 16 дворов, в 1905 году — 68 дворов.

## Население
| 1859 | 1905 |
| ---- | ---- |
| 158  | 347  |

| 1859 | 1905 | 1926 | 2002 | 2010 |
| ---- | ---- | ---- | ---- | ---- |
| 158  | ↗347 | ↗426 | ↘109 | ↘68  |

## Исторические памятники
В окрестностях деревни находится стоянка II тысячелетия до н. э.